# Arbitrage (2012)
Arbitrage is een Amerikaanse thriller uit 2012 die geschreven en geregisseerd werd door Nicholas Jarecki. De hoofdrollen worden vertolkt door Richard Gere, Susan Sarandon, Tim Roth en Brit Marling.

## Verhaal
De rijke gehuwde zakenman Robert Miller beheert samen met zijn dochter Brooke een hefboomfonds dat hij op het punt staat te verkopen. Zijn dochter weet echter niet dat haar vader fraude gepleegd heeft om een investeringsverlies te verdoezelen. Op een avond veroorzaakt hij een auto-ongeluk waarbij zijn jonge minnares om het leven komt. De gewonde Robert besluit te vluchten om al zijn bedrog voor de buitenwereld verborgen te houden. Politiedetective Bryer is er echter van overtuigd dat Miller schuldig is aan doodslag en doet er alles aan om dat te bewijzen, waardoor de verkoop van het hefboomfonds op de helling komt te staan.

## Rolverdeling
| Acteur          | Personage                |
| --------------- | ------------------------ |
| Richard Gere    | Robert Miller            |
| Susan Sarandon  | Ellen Miller, echtgenote |
| Tim Roth        | Detective Bryer          |
| Brit Marling    | Brooke Miller, dochter   |
| Laetitia Casta  | Julie Cote, maîtresse    |
| Nate Parker     | Jimmy Grant              |
| Stuart Margolin | Syd Felder               |
| Chris Eigeman   | Gavin Briar              |
| Graydon Carter  | James Mayfield           |
| Bruce Altman    | Chris Vogler             |

## Prijzen en nominaties
| Jaar | Prijs                    | Categorie                            | Genomineerde(n)           | Uitslag     |
| ---- | ------------------------ | ------------------------------------ | ------------------------- | ----------- |
| 2012 | National Board of Review | Top 10 films van het jaar            | Top 10 films van het jaar | Gewonnen    |
| 2013 | Golden Globes            | Beste acteur in een hoofdrol (drama) | Richard Gere              | Genomineerd |

## Productie
Nicholas Jarecki liet zich voor zijn script inspireren door de kredietcrisis en de achtergrond van zijn eigen ouders, die beide beursmakelaars waren. Tijdens zijn research voor het project sprak hij ook met verschillende Wall Street-bankiers en beursmakelaars. Nadien duurde het meer dan een jaar om het project gefinancierd te krijgen.
In november 2010 raakte bekend dat Al Pacino, Susan Sarandon en Eva Green als hoofdrolspelers overwogen werden. Begin 2011 werd ook rapper Drake aan de film gelinkt. Nadien raakte bekend dat Pacino niet meer bij het project betrokken was en dat de hoofdrol naar Richard Gere zou gaan. De acteur had bedenkingen bij het project omdat Jarecki nog nooit eerder een film geregisseerd had, maar besloot na een gesprek met de regisseur de rol toch te aanvaarden. Green en Drake werden uiteindelijk vervangen door respectievelijk Nate Parker en Laetitia Casta. In maart en april 2011 werden ook Brit Marling en Tim Roth aan de cast toegevoegd.
De opnames vonden in de lente van 2011 plaats in New York. Op 21 januari 2012 ging de film in première op het Sundance Film Festival. Een jaar later werd Arbitrage ook in de Nederlandse en Belgische bioscoop uitgebracht. Gere werd voor zijn hoofdrol genomineerd voor een Golden Globe. In Nederland werd de film in 2023 met veel succes op Netflix uitgebracht.